# 能多益
能多益是意大利厂商费列罗（Ferrero）生產的棕榈油巧克力榛子酱，可如黄油、花生酱般塗在麵包、餅乾等食物上來增添美味，也可以用作烘烤糕點的馅料。

## 历史
1940年代正值第二次世界大戰時期，當時意大利西北一帶的可可豆供應短缺，費列羅公司的創辦人Pietro Ferrero先生便採用榛子代替可可豆，發明了Nutella的前身「榛子棒」，並以當地家傳戶曉的嘉年華角色人物Gianduja，配合廣告宣傳，把榛子棒命為pasta gianduja。榛子棒是固體狀，以錫紙包裝，食用時得用刀切片。及後Ferrero把配方改為「榛子醬」，命名為supercrema gianduja，意即「可塗抹的gianduja」。
1963年，費列羅為了讓产品推向更广大的欧洲市场，便採用不同歐洲語言併合而成的新品牌名稱Nutella：以當中的「Nut」代表產品的材料「榛子」（hazelnut，英語可略作nut；德语則是nuss），而「ella」則取自意大利语的通用後綴，表示一個詞的「小詞形式」（如漢語中「小榛榛」式的表述）。这样，品牌名字不但讓人知產品的材料，而且还暗含了产品的原產地意大利。厰商希望新名字會为广大消费者认可，並在1964年注册了Nutella的品牌以及商标，一直沿用至今。1983年，Nutella引入美國，並在約十年後在新泽西州的Somerset開設生產厰房。

## 能多益的普及
能多益的產品在不同地區銷售，在欧洲、澳大利亚和巴西等地非常流行。在很多欧洲的城市（比如巴黎）有一种很受欢迎的街頭小吃，用Nutella塗在可麗餅上，再加上香蕉和草莓等水果片混在一起吃。在意大利的很多地方，当麵包节到来的时候，很多展台都會提供抹着Nutella的麵包供路人品尝。Nutella在1983年才引入美國，由於售價較貴而未能流行起來，及至2000年代售價才調低。
「Nutella」在很多地區是巧克力榛子酱的代名词。但是在一些国家，还是有别的巧克力榛子酱品牌比它更流行，比如：希腊的Merenda和西班牙本土出產的Nocilla（Nutella最近才进入西班牙市场）。在前东德的地區，人們把Nutella產品稱作Nudossi。
除了產品銷售外，Nutella更在不同文化和社会層面中流行起來。曾有不少書描写过Nutella這產品，在一部意大利电影《Bianca》的其中一个著名的场景中，也有以這產品作為故事主線。
意大利的麥當勞有一款朱古力榛子醬漢堡包，餡料沒有蔬菜和肉類，只是將麵包夾著大量朱古力榛子醬，但在包裝盒標明這些醬料採用費列羅出品的能多益。

## 成分
不同地區的能多益產品成分有異，欧洲（以及波蘭）的成分是：糖、菜籽油、榛子（13%）、可可（7.4%）、脱脂牛奶（5%）、乳糖、大豆卵磷脂和香草醛。美国的成分是：糖、棕榈油、榛子、可可、脱脂牛奶、纯乳清，部分氢化花生油、大豆卵磷脂、香草醛。

## 棕櫚油爭議
歐洲食品安全局（European Food Safety Authority）於2016年5月發表研究報告，棕櫚油在超過攝氏超過200度下會產生致癌物質 - 「縮水甘油脂肪酸酯」（Glycidyl fatty acid esters），棕櫚油的甘油脂肪酸酯含量是植物油中最高，比含量次高的人造奶油還要高5至6倍，因此呼籲兒童避免食用。由於Nutella榛子醬使用棕櫚油調配而成，因而其致癌風險備受關注，Nutella榛子醬在意大利更被大型超市等零售商下架。根據路透社報導，費列羅公司每年消耗18.5萬噸棕櫚油製造Nutella榛子醬等食品，棕櫚油是較低成本的植物油，如果轉換其他植物油將會令成本上升，而歐洲食品安全局的棕櫚油高溫加熱致癌報告，使大量採用棕櫚油的廠家備受壓力。費列羅公司回應指旗下產品為了避免使用含反式脂肪酸的氫化植物油才會採用棕櫚油，並聲稱透過低溫工藝使成品產生的可能致癌物質含量降至最低。

## 趣闻
在Chloé Doutre-Roussel的著作《The Chocolate Connoisseur》（意譯為「巧克力鑑賞家」；ISBN 1-55788-503-6）的一个场景中曾提及Nutella：故事讲及作者母亲在墨西哥的一段趣事：她带了好多瓶Nutella酱到墨西哥，为了骗过边境检查人员，假說該些酱只是护肤用品而不是违禁的食品，她居然往自己的脸上抹了一些Nutella；書中還記載了其他有關Nutella的趣聞，包括下文所述數項：
- 在二战以后的意大利，由於supercrema gianduja太流行，以致一些商店提供了特別的服务，给小朋友们带来的面包片上面抹上Nutella.
- 意大利每年生产17.9万吨Nutella.
- 尽管Nutella的基本配方是公開的，但是精确的配方却像可口可乐的配方那样保密。
- 在欧洲，Nutella是分装在400克和750克的玻璃瓶中出售，也有200克的玻璃杯裝潢，杯口没有螺口，盖子是简单的压上去的，所以人們吃完了Nutella酱，杯子可以留起當作普通的杯子使用。很多人用杯子來裝牛奶，容量正好是配合一份Nutella夹心面包的量。Nutella还推出過不同款式的玻璃杯，刺激了顧客收集玻璃杯的需求。
- 欧洲的Nutella的用玻璃瓶裝潢，美国則用塑膠瓶，瓶子的外觀設計申請了專利。
- 根据Nutella美国网站，Nutella的发音应该是「new-tell-uh」，但是在英国和其他一些国家，发音是「nut-ella」，在德国和荷兰的发音則是「nuu-tella」，而英語中是沒有「nuu」这个音的。
- Gnutella是一種文件共享协议，他的名字是根据GNU和「Nutella」共同得来的。
- Plumpy'nut是種一种在援助饥荒时使用的食品，生產這種食品作救援用途的靈感源自Nutella.